# La colina de las botas (película)
La colina de las botas (en italiano: La collina degli stivali) es una película spaghetti western de 1969 dirigida por Giuseppe Colizzi y protagonizada por Terence Hill y Bud Spencer. La colina de las botas fue la última película de una trilogía que comenzó con Tú perdonas... yo no (1967), seguida de Los cuatro truhanes (1968).
La película fue relanzada como Trinity Rides Again.

## Argumento
Una noche en el Viejo Oeste, un hombre llamado Cat intenta salir de un pueblo y es emboscado por una gran cantidad de hombres. Está herido, pero logra atraerlos y se esconde en un carro que pertenece a una compañía de circo. Fuera de la ciudad, los vagones son registrados por hombres contra los que Cat y el trapecista Thomas, un ex pistolero, disparan.
Cat deja la empresa tan pronto como puede viajar. La misma noche llegan hombres y registran los vagones durante el espectáculo y descubren rastros de él. Para tomar represalias, disparan al compañero de Thomas, Joe, durante su actuación. Thomas encuentra a Cat y lo cuida hasta que recupera la salud diciendo que lo necesita como "cebo para mi trampa". Cat lo lleva con Hutch, que vive en una casa junto con otro hombretón, que se llama Baby Doll y es mudo. Hutch recibe a Cat con hostilidad. Cat explica que Sharp, un amigo de Hutch que es buscador de oro, necesita ayuda para evitar que el jefe de la minería, Fisher, tome su reclamo, y que Cat había ganado la escritura del reclamo en un juego de póquer amañado para poder sacarlo de la ciudad. (es por eso que fue atacado al principio). Hutch acepta a regañadientes acompañarlos, junto con Baby Doll. Encuentran los restos del circo con su gerente Mami, lo reparan y reúnen a los artistas.
En el pueblo minero llega un comisionado del condado para revisar los reclamos, pero los mineros tienen miedo de hablar con él, a excepción de la familia McGavin, pero son asediados en su casa y finalmente destruidos con dinamita por la gran banda de forajidos de Finch, que coopera con Fisher. Sin embargo, por la noche un enano del circo entrega un mensaje al comisario en su habitación.
Por la mañana llega el circo y el comisario convence a Fisher para que invite a todos al espectáculo. En el espectáculo de circo realizan pantomimas sobre la amenaza a los mineros y el asesinato de los McGavin. Los mineros encuentran armas debajo de sus asientos, mientras que los hombres de Fisher encuentran plumas. Hay una pelea y los hombres de Fisher mueren. Los cuatro salen a enfrentarse al poder de la pandilla Finch en una pelea nocturna. Reciben ayuda de la gente del circo (incluidos los enanos y los bailarines de can-can) y, finalmente, los mineros también se unen y la pandilla es aniquilada. Fisher le dispara a Mami por la espalda. Cat aparece y dice que significa la horca para Fisher a menos que quiera probar suerte con el arma. Fisher se acuesta y Mami dice que eso lo convierte en el verdadero payaso.
Al final, Cat y Hutch se van juntos, mientras que Baby Doll, que ha comenzado a hablar, se queda con una de las bailarinas de cancán en el circo.

## Reparto
- Terence Hill como Cat Stevens
- Bud Spencer como Hutch Bessy
- Woody Strode como Thomas
- George Eastman como muñeca bebé
- Eduardo Ciannelli como Boone
- Glauco Onorato como Finch
- Alberto Dell'Acqua como Sam (tienda)
- Nazzareno Zamperla como Charlie (matón de Finch)
- Victor Buono como pescador de miel
- Lionel Stander como Mami

## Estreno
La colina de las botas se lanzó por primera vez en 1969.
Wild East Productions lanzó la versión internacional de 92 minutos en un DVD de edición limitada agotado en 2003. En septiembre de 2015, la película se relanzó como programa doble con Django el bastardo de RetroVision Entertainment, LLC. Cuenta con audio en italiano e inglés.

## Recepción
A partir de revisiones retrospectivas, en su investigación de las estructuras narrativas en las películas Spaghetti western, Bert Fridlund escribe que todos los westerns de Colizzi presentan variaciones ingeniosas de varios tipos diferentes de asociaciones encontradas en otras películas inspiradas en La muerte tenía un precio. Además, los omnipresentes protagonistas Cat y Hutch se diferencian por un conjunto de características físicas y personales que reaparecen en Le llamaban Trinidad y Le seguían llamando Trinidad, aún más exitosas comercialmente.